# Protestos na Romênia em 2017
Em janeiro de 2017, dias depois de o primeiro-ministro Sorin Grindeanu ter assumido o poder na Romênia, houve manifestações em todo o país contra o sobre o indulto de determinados crimes e a alteração do Código Penal da Romênia (especialmente no que se refere ao abuso de poder) propostas pelo governo.

## Histórico
Apesar das reações negativas tanto das instituições judiciais como do público, o governo recentemente aprovou, em segredo, uma ordem que modifica o Código Penal e o Código de Procedimento Penal durante a noite de 31 de janeiro.
Os opositores levantaram acusações de que o decreto foi destinado à descriminalização de crimes de corrupção do governo e para ajudar centenas de políticos atuais e antigos a escaparem de investigações criminais ou sentenças de prisão em curso. Imediatamente após ter sido anunciado que o decreto foi aprovado, mais de 25.000 pessoas protestaram naquela noite. Os protestos aumentaram no dia seguinte para mais de 300.000 pessoas em todo o país, tornando os protestos os maiores desde a queda do comunismo.
Os protestos têm continuado desde então e atingiram o seu pico em 5 de Fevereiro, quando entre 500.000 e 600.000 pessoas protestaram em todo o país, tornando-os assim o maior na história da Romênia.